# Katarina Timglas
Katarina Timglas, född 24 november 1985 i Malmö, är en svensk före detta ishockeyspelare. Hon började spela med Limhamn HK säsongen 2001/02 men gick efter några säsonger över till AIK som hon spelade med i Division 1 och i Riksserien under fem säsonger. Hon spelade även med landslaget under 8 säsonger i 114 landskamper vilket resulterade i ett OS-silver och ett VM-brons. Som spelare omnämns hon som "Skicklig puckbehandlare, men inte den rappaste på skridskorna. Användbar både som back och forward."
Efter spelarkarriären var Timglas aktiv som ishockeydomare under åren 2012-2018. Hon dömde bland annat. OS-finalen mellan USA och Kanada vid OS 2018 i Pyeongchang. Senare samma år dömde hon SM-finalen mellan Luleå och Linköping som blev hennes sista. Efter karriärens slut betraktades Katarina Timglas som "en av världens bästa damdomare".